# Euphyia luctuata
Euphyia luctuata là một loài bướm đêm trong họ Geometridae.